# Ante Kuliš
Ante Kuliš (* 17. November 2000 in Split) ist ein kroatischer Fußballspieler.

## Karriere
Kuliš begann seine Karriere beim HNK Val Kaštel Stari. Zur Saison 2018/19 wechselte er zum NK Dugopolje. Zur Saison 2019/20 rückte er in den Kader der ersten Mannschaft des Zweitligisten. Für diese absolvierte er zwei Spiele in der 2. HNL, ehe er im Februar 2020 in die Slowakei zum Erstligisten FC Nitra wechselte. Für Nitra kam er bis zum Ende der Saison 2019/20 zu zwei Einsätzen in der 1. liga.
Zur Saison 2020/21 kehrte er nach Kroatien zurück und schloss sich dem unterklassigen NK OSK Otok an. Zur Saison 2021/22 wechselte der Angreifer ein zweites Mal zu Dugopolje. Diesmal kam er für den Zweitligisten zu acht Ligaeinsätzen. Im Februar 2022 wechselte er anschließend zum Erstligisten NK Hrvatski dragovoljac. Für diesen kam er bis Saisonende zu sechs Einsätzen in der 1. HNL, aus der er mit dem Hauptstadtklub jedoch abstieg. Zur Saison 2022/23 wechselte Kuliš daraufhin innerhalb der zweiten Liga zum NK Dubrava, für den er bis zur Winterpause 16 Spiele absolvierte.
Im Januar 2023 wagte er ein zweites Mal den Sprung ins Ausland und wechselte nach Slowenien zum Zweitligisten NK Bistrica. Bis Saisonende absolvierte er dort zwölf Spiele in der 2. SNL, in denen er viermal traf. In der Saison 2023/24 kam er zu 29 Zweitligaeinsätzen und machte dabei acht Tore. Zur Saison 2024/25 schloss er sich dem österreichischen Zweitligisten Floridsdorfer AC an, bei dem er einen bis 2026 laufenden Vertrag erhielt. Für Floridsdorf absolvierte er 18 Partien in der 2. Liga. Nach der Saison 2024/25 verließ er den Verein wieder.